# Foli Griô Orquestra
A Foli Griô Orquestra é um grupo musical do Rio de Janeiro que surgiu em 2015. O grupo é composto por 10 músicos e explora a integração de ritmos tradicionais brasileiros (como o maracatu de baque virado e o funk carioca) com o Afrobeat nigeriano. O primeiro álbum do grupo, AJO, contou com a participação de Lenine e foi indicado  ao Grammy Latino de 2019 na categoria de Melhor Álbum de Música de Raízes em Língua Portuguesa.
A orquestra surgiu a partir de um grupo de estudos  de alunos da UniRio sobre Fela Kuti e a musicalidade do afrobeat. O nome da banda é uma junção dos conceitos de "Foli", que significa ritmo, palavra com origem Malinke e "Griô", um termo da África Ocidental para o mestre portador de saberes, responsável pela transmissão oral da cultura. O projeto caminhou de grupo de estudos, para um projeto musical que integra do afrobeat e outros ritmos africanos a elementos da música "de raiz" brasileira, como bumba meu boi, jongo, maracatu de baque virado e o funk.

## Prêmios e Indicações

### Grammy Latino
| Ano  | Categoria                                             | Indicação | Resultado |
| ---- | ----------------------------------------------------- | --------- | --------- |
| 2019 | Melhor álbum de Música de Raízes em Língua Portuguesa | AJO       | Indicado  |

### Independent Music Awards
| Ano  | Categoria    | Indicação | Resultado |
| ---- | ------------ | --------- | --------- |
| 2019 | Instrumental | AJO       | Indicado  |
| 2019 | World Beat   | AJO       | Indicado  |